# Michele Celidonio
Michele Celidonio (Sulmona, 21 luglio 1913 – 25 settembre 2000) è stato un politico e imprenditore italiano, senatore dal 1968 al 1972 per il PSI-PSDI Unificati.

## Biografia
Nato a Sulmona, in Abruzzo, e dopo gli studi classici, frequenta il biennio della Facoltà di Giurisprudenza all'Università Cattolica di Milano e si laurea nel 1936 alla Università La Sapienza di Roma.  Entra nel 1936 nell’azienda di famiglia, un’agenzia commerciale fondata dal padre nel 1896, diventata in seguito anche agenzia di emigrazione, non appena l’emigrazione, il cosiddetto “male necessario”, comincia a prendere piede anche nella zona peligna.

### "L'avvocato" e le sue prime attività commerciali
L’avvocato, come in tanti lo chiamavano, rappresentò per migliaia di emigranti insieme la speranza e la sfida. Una chance per chi gli chiedeva un biglietto di sola andata per le terre d’oltreoceano, a credito. Una prova, per dimostrare che quella fiducia non era riposta invano e che la voglia di riscatto da una vita fatta di stenti e di miseria, avrebbe comunque avuto la meglio. Così è stato per molti grazie appunto a Michele Celidonio. Le cronache parlano di 15.000 emigranti abruzzesi, e non solo, che sono riusciti a coronare il “sogno americano”, impegnandosi a restituire il costo del biglietto dell’imbarco, una volta trovato lavoro nel nuovo continente.
Di costoro alcuni si sono ricordati del suo sostegno, altri hanno finto di dimenticare. Per lui, peraltro, non era questo il punto: l’importante, l’essenza era aiutare il prossimo.
Michele Celidonio non forniva soltanto biglietti per il Canada, gli Stati Uniti o il Venezuela, aveva di fatto la possibilità di ottenere finanziamenti e condizioni di favore: «Io firmavo la cambiale insieme agli emigranti e giravo a loro il mio trattamento di favore. Il mio utile era dato dalle provvigioni corrisposte dalle compagnie di navigazione». Il cliente si impegnava a restituire il costo del biglietto dopo aver trovato lavoro nel Nuovo Continente; più che un impegno si trattava di una semplice promessa.
Il suo primo assistito fu un pacentrano di nome Carlo Lalama. Michele Celidonio lo descriveva come «un uomo piccolino ma di grande carattere, serietà ed intelligenza; doti, queste, caratteristiche dell’emigrante abruzzese». Lalama, già emigrato in Canada, era stato rimpatriato per essere entrato clandestinamente negli Stati Uniti. Si trovava senza lavoro e con un passaporto inutilizzabile, perché privo del visto di uscita dal Canada. Michele Celidonio riuscì a trovare l’espediente per far tornare l’uomo in America. «In Abruzzo si era appena abbattuto un terremoto. Ebbi allora l’idea di far fare a Carlo Lalama una dichiarazione di smarrimento del passaporto a causa del terremoto. Con questa dichiarazione fu possibile legittimare la richiesta di un nuovo passaporto senza più problemi di mancanza di visti o di timbri».
Oltre all’aiuto economico, Michele Celidonio seppe garantire agli emigranti l’assistenza per il superamento dei tanti ostacoli burocratici connessi alla partenza e, grazie ai suoi contatti, favorì la loro integrazione, una volta giunti a destinazione. «La mia attività era anche di tipo sociale», spiegava Michele Celidonio, «per fare un esempio, se un giovane che voleva emigrare non aveva parenti che facessero l’atto di richiamo (necessario per l’espatrio), mi avvalevo delle mie relazioni all’estero con persone già da me assistite, affinché intervenissero. Mi davo da fare anche perché gli emigranti trovassero, una volta fuori dalla loro patria, un’adeguata sistemazione. Insomma, cercavo di fare tutto ciò che potevo, perché il trasferimento degli abruzzesi all’estero fosse il meno traumatico possibile».
Quando gli Stati Uniti decisero di ridurre drasticamente il numero di visti dall’Italia per arginare i crescenti flussi migratori, Michele Celidonio seppe ancora una volta aggirare l’ostacolo: gli emigranti sbarcavano in Venezuela, nel porto di La Guaira, ripartivano in pullman, dopo aver ottenuto il visto d’ingresso, e attraversavano il confine sud degli Stati Uniti, dove i controlli erano meno rigidi.
Non c’erano impedimenti che la sua agenzia non riuscisse a superare. Negli anni ’50 perfino una coppia di innamorati ostacolati dalle rispettive famiglie si rivolse a Michele Celidonio, che ricordava divertito: «C’è stata una volta, addirittura, che ho aiutato una coppia a fuggire, per sposarsi prima di emigrare. Erano di Pacentro, lui si chiamava Tonino, il nome di lei purtroppo non lo ricordo. Rammento che il loro era un matrimonio contrastato dalle famiglie. Così, diedi una mano ad organizzare il “rapimento” della ragazza che fu condotta a Pescara da un autista da me contattato. Il matrimonio avvenne con il benestare del parroco che avevamo messo al corrente di tutta la faccenda».
Nella sua collaborazione con le principali compagnie di navigazione non mancarono disguidi e incomprensioni, su tutte quella con il comandante Achille Lauro. «Con Achille Lauro una volta discussi. Avevo 80 persone da far arrivare in Canada. La compagnia greca aveva avuto dei problemi alla nave, che era ferma da una settimana a Genova. Quelli della Lauro volevano che io mollassi i greci e trasferissi gli 80 passeggeri sulla loro nave. Ero in parola con l’armatore greco e la parola data per me è sacra. Dalla Lauro un funzionario mi mandò un telegramma urgente in cui mi intimava di trasferire i passeggeri. Telegrafai al comandante Lauro comunicandogli le mie dimissioni immediate come suo agente. Qualche giorno dopo lui mi mandò suo figlio per scusarsi e mi regalò un quadro che conservo nel salone di casa».
Il suo fu un impegno civile e coraggioso, sostenuto dall'attenzione costante all'anelito di crescita e di sviluppo della terra del Centro Abruzzo.

#### L'ingresso in politica
La potente spinta della sua generosità verso gli altri, il suo socialismo autentico lo portarono all’impegno politico nelle file dei socialdemocratici e divenne negli anni ’60 vicesindaco di Sulmona per approdare successivamente al Senato nel quadriennio 1968-1972 (V legislatura).
È stato, inoltre, dal 1966 al 1969, Presidente della Banca Agricola Industriale di Sulmona.
Tante le iniziative: interrogazioni e interpellanze parlamentari riguardo a collegamenti ferroviari e autostradali a favore del Centro Abruzzo, l’indagine sugli armamenti conservati sotto Colle San Cosimo, l’insediamento della Fiat a Sulmona, la realizzazione degli Uffici finanziari cittadini, la promozione della liberalizzazione dell’ex Monastero Celestiniano, con conseguente realizzazione della nuova Casa Circondariale Penale e la presentazione della proposta di legge per l’istituzione di Sulmona Provincia.
A lui si deve, inoltre l’aver “inventato”, senza aiuti economici,  il complesso turistico di Passo San Leonardo alle pendici dei monti Morrone e Maiella, non semplicemente come un sognatore di uno sviluppo turistico del territorio, ma come un vero visionario, nel senso più pieno e bello dell’espressione.
Simboli dell’affetto di Michele Celidonio per la sua città sono il nuovo impianto campanario della Chiesa dell’Annunziata e il restaurato monumento ai Caduti in Piazza Tresca, grazie al contributo di tanti emigranti.
Alle varie iniziative pubbliche vanno affiancati gli innumerevoli interventi compiuti nel privato, con discrezione, a beneficio di gente semplice che non lo dimenticherà mai: un aiuto concreto, una pacca sulla spalla e soprattutto un sorriso rassicurante non l’ha mai negato a nessuno.
Michele Celidonio fino ad età avanzata è rimasto legato al proprio impegno e ai suoi ideali di solidarietà e di giustizia sociale, vissuti con coerenza e grande nobiltà d’animo.
Muore il 25 settembre 2000.

## Riconoscimenti
Per la sua attività a favore dell’emigrazione vennero conferiti a Michele Celidonio molti riconoscimenti.
A proposito di un viaggio a Toronto, in occasione dell’inaugurazione di un “circolo abruzzese”, ricordava con commozione: «Volevo presentarmi con un regalo. I tradizionali confetti di Sulmona mi sembravano un po’ formali, cerimoniosi. Decisi allora di sottrarre alle mie tre figlie la mia medaglia d’oro di senatore, per portarla in dono in Canada. Quando consegnai il regalo, rimasero così commossi da quel gesto che, dopo qualche giorno dal mio rientro a Sulmona, mi mandarono tre quadretti con la fotografia della medaglietta da donare alle mie tre figlie, che erano state private di quel ricordo».
Michele Celidonio è stato un’istituzione per gli emigranti abruzzesi, molisani e anche siciliani che, quando si incontravano tra loro, finivano spesso per parlare di lui come  “l’uomo della provvidenza”, colui che regalava il sogno di un biglietto di sola andata di 130.000 lire a credito. Molte persone venivano a salutarlo al ritorno in Italia, anche a distanza di anni dalla partenza, e innumerevoli sono state le lettere di ringraziamento e le targhe delle associazioni di emigranti ricevute. E lui non si è mai pentito della sua opera tanto che, in una delle ultime interviste, ribadiva con coerenza e nobiltà d’animo: «Io credo che l’emigrazione sia stata un fenomeno sociale di grande rilievo, perché ha generato un proficuo incontro tra popoli di culture diverse. L’italiano, in particolare l’abruzzese che è andato all’estero, ha esportato la sua intelligenza, le sue capacità, le sue doti e questo ha contribuito notevolmente alla crescita e allo sviluppo dei paesi meta dell’emigrazione italiana».
Per l’attività svolta a favore dell’emigrazione gli sono stati conferiti i seguenti riconoscimenti:
1971 - Cittadinanza onoraria di Detroit nel 1971
1981 - Presidenza onoraria dell’associazione Italo-Canadese “Famiglia Corfiniese” di Montreal
1984 - Premio città di Caracas
1986 - "Club Pratolano" di Toronto, Canada
1986 - "Conca di Sulmona Social Club" di Toronto, Canada
1992 - "Emigranti di Pacentro" di Detroit, Mi. USA
1992 - "Abruzzo Club di Melbourne, Australia
1994 - "Emigranti di Lettopalena" di Melbourne, Australia
1996 - Associazione Culturale "Cuore d'Abruzzo" di Sulmona per i 100 anni di attività della Agenzia Viaggi "CELIDONIO" .